# Баланос
Баланос је у грчкој митологији била нимфа.

## Митологија
Била је једна од хамадријада, нимфа храста попут врста Quercus ilex и Quercus aegilops.

## Биологија
Латинско име ове личности (Balanus) је назив за род у оквиру групе ракова.